# 1917

## Події

### Січень
- 1 січня — у Санкт-Петербурзі з Неви витягли тіло мертвого Григорія Распутіна, царського радника.
- 1 січня — Едмунда Шультеса обрано президентом Швейцарії.
- 25 січня — Сполучені Штати Америки за 25 млн $ викупили у Данії західну та південну частину Віргінських островів.
- 27 січня — спроба державного перевороту у Коста-Риці.
- 31 січня — Перша світова війна: Німеччина оголошує про перехід своїх субмарин до тактики необмеженої підводної війни.

### Лютий

Лютнева революція

- 3 лютого — Перша світова війна: США розірвали дипломатичні стосунки з Німеччиною.
- 5 лютого — затверджена конституція Мексики.
- 13 лютого — Мата Харі заарештована за обвинуваченням у шпигунстві.
- 23 лютого — 2 березня — Лютнева революція у Росії.
- 24 лютого — Перша світова війна: американський посол у Великій Британії Волтер Пейдж отримав розшифровку т. зв. Телеграми Ціммермана, в якій йшлося про пропозицію Німеччини віддати південно-західні території США Мексиці, у випадку, якщо остання оголосить війну США.

### Березень

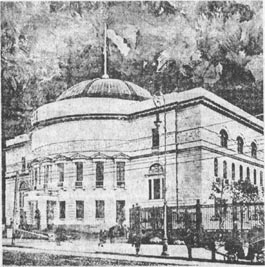
Будівля Центральної Ради

- 1-2 березня — створення у Києві Ради об'єднаних громадських організацій, що виконувала роль тимчасової влади у перші дні березня 1917 року.
- 1 березня — засноване японське місто Омута (префектура Фукуока).
- 2 березня — Тимчасовий український революційний комітет у Петрограді оприлюднив звернення на підтримку революційних подій в Україні.
- 2 березня — актом Джонса-Шафрота мешканцям Пуерто-Рико надано американське громадянство.
- 3 березня — зречення престолу російським царем Миколою ІІ Романовим на користь свого брата, Великого Князя Михаїла.
- 3-4 березня — у Києві створено Українську Центральну Раду.
- 4 березня — розпочалася друга каденція президента США Вудро Вільсона.
- 4 березня — Великий Князь Михаїл Олександрович відмовляється від претензій на російський царський престол, влада у Росії переходить до щойно сформованого Тимчасового уряду на чолі з князем Львовим.
- 5 березня — на території України остаточно ліквідовані усі органи царської влади.
- 7 березня — обрано провід Центральної Ради (Голова — Михайло Грушевський, заступники — Крижанівський, Дорошенко, Антонович).
- 12 березня — у Петербурзі відбулася 20-тисячна українська маніфестація під національними прапорами.
- 13 березня — до Києва із заслання повернувся Михайло Грушевський; над будівлею Центральної Ради ухвалено підняти жовто-блакитний прапор.
- 14-16 березня — відбувся з'їзд кооператорів Київщини. Резолюцією з'їзду було проголошено курс на автономію України та організацію у селах сільських комітетів для забезпечення реалізації політики УЦР на місцях.
- 16 березня — у Києві відбулася велика маніфестація — День свята революції.
- 17 березня — зустріч у Петербурзі української делегації на чолі з О. Лотоцьким з Прем'єр-міністром Росії графом Львовим, ухвалення меморандуму з українськими вимогами: запровадження у державних установах України української мови та звільнення з полону галичан та буковинців.
- 19 березня — У Києві відбулося Свято Свободи — одна з найбільших національних маніфестацій в історії України.
- 26 березня — Перша світова війна: Перша битва у Газі — вояки Британської армії відступають, не зумівши розгорнути наступ та подолати опір 17-тисячної Турецької армії.
- 29 березня — за ініціативою Михайла Грушевського створено комісію по розробці статуту Академії Наук України.

### Квітень

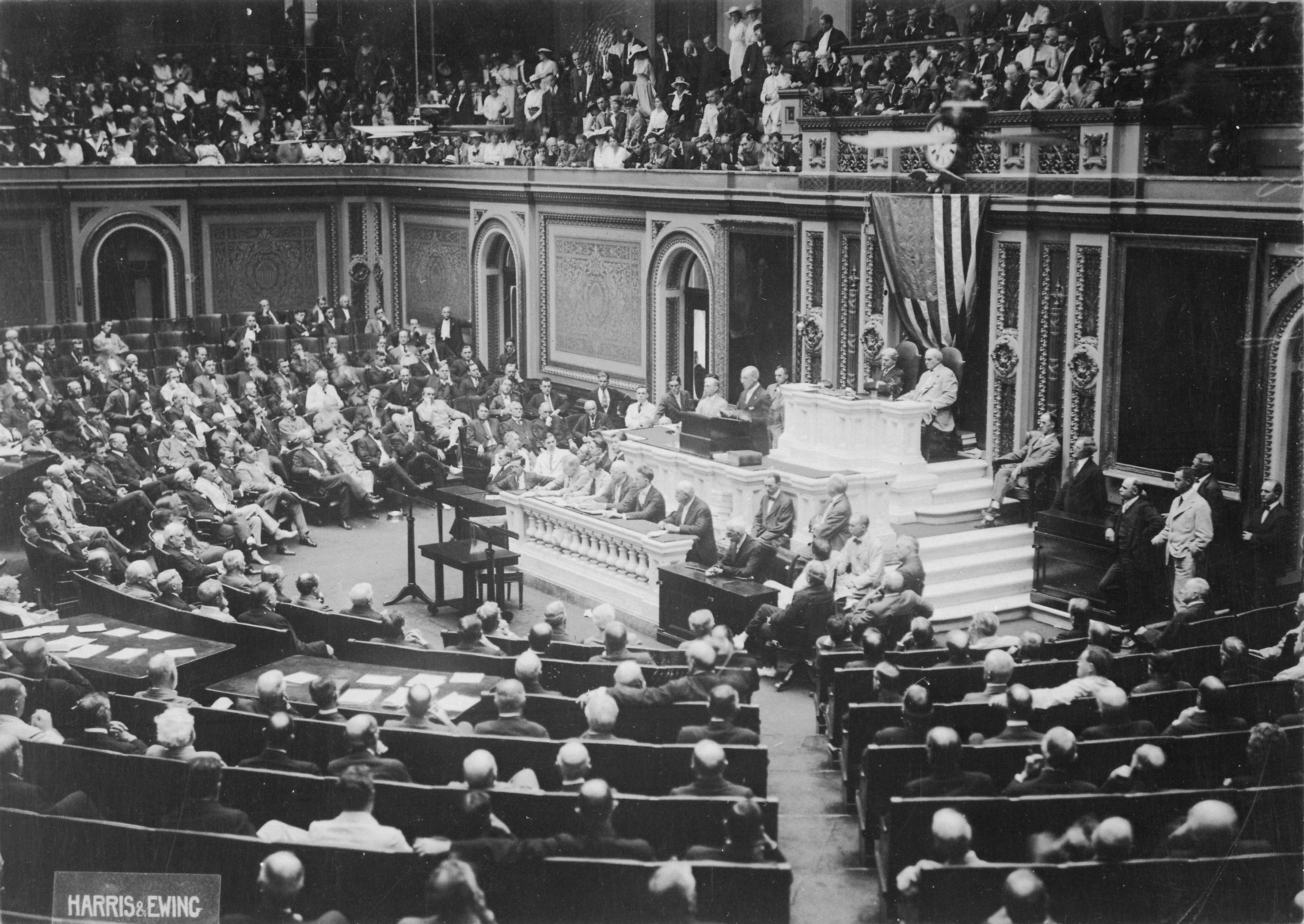
Президент США Вудро Вільсон повідомляє Конгресу про розірвання дипломатичних відносин із Німеччиною

- 2 квітня — Перша світова війна: президент США Вудро Вільсон надсилає у Конгрес подання про оголошення війни Німеччині.
- 3 квітня — Володимир Ленін повертається у Петроград з еміграції.
- 6 квітня — Перша світова війна: США оголосили війну Німеччині.
- 6-8 квітня — у Києві відбувся Всеукраїнський Національний Конгрес.
- 11 квітня — Перша світова війна: погіршуються відносини між Бразилією та Німеччиною.
- 19 квітня — Всеукраїнський національний конгрес визнав Центральну Раду найвищим органом влади в Україні[1].
- 25 квітня — Афонсо Коста втретє стає прем'єр-міністром Португалії.

### Травень
- 2 травня — Перша світова війна: погано підготовлений наступ французів у Шампані призвів до бунту у французькій армії, однак він був придушений.
- 10 травня — Страйк друкарів у Києві.
- 13-21 травня — переговори української делегації з російським урядом у Петербурзі.
- 13 травня — троє дітей побачили образ Діви Марії у містечку Фатіма, Португалія.[значущість факту?]
- 19 травня — відбувся візит О. Керенського до Києва.

### Червень
- 4 червня — вручено перші Пулітцерівські премії.
- 5 червня — Перша світова війна: у США розпочалася мобілізація.
- 10 червня — проголошення Центральною Радою Першого Універсалу.
- 13 червня — Перша світова війна: Німеччина здійснила перше велике бомбардування Лондона (162 вбиті, 432 — поранені).
- 15 червня — створено Генеральний Секретаріат Центральної Ради.

### Липень
- 1 липня — масові заворушення у Китаї: одинадцятилітній Пу І оголошений імператором, однак через два тижні імператорське правління було скинуто і Китай знову оголосили республікою.
- 3 липня — проголошення Центральною Радою Другого Універсалу.
- 3-4 липня — Виступ полуботківців у Києві з метою проголошення незалежності України.
- 3—7 липня — Липневі дні 1917 року у Петрограді
- 6 липня — Перша світова війна: арабське ополчення на чолі з Лоуренсом Аравійським захоплює порт Акаба та вибиває з регіону Турецьке військо.
- 7 липня — Олександр Керенський став прем'єр-міністром російського Тимчасового уряду.
- 11-14 липня — відбувся Всеукраїнський робітничий з'їзд.
- 13 липня — Кайзер Вільгельм II своїм указом звільнив Теобальда Бетмана-Гольвега з посади німецького канцлера.
- 14 липня — новим канцлером Німеччини назначено Георга Міхаеліса.
- 16 липня — ухвалено II Універсал Української Центральної Ради. Цим актом проголошено взаємне визнання УЦР та Тимчасового уряду Російської республіки.
- 17 липня — у Великій Британії з титулів вилучені всі німецькі імена. Британський король Георг V опублікував звернення, де ствердив, що спадкоємці Британської королівської родини по чоловічій лінії — Саксен-Кобург-Готська династія носитимуть прізвище Віндзори.
- 17 липня — В Петрограді розстріляна мирна демонстрація робітників і солдатів.

### Серпень
- 1 серпня — Перша світова війна: Папа Римський Бенедикт XV звернувся до правителів воюючих сторін із закликом про припинення військових дій.
- 4 серпня — опублікована Тимчасова інструкція Тимчасового Уряду, що обмежила компетенцію Генерального Секретаріату УЦР.
- 5 серпня — відбулося повстання німецьких матросів у Вільгельмсгафені.
- 9 серпня — Центральна Рада ухвалила рішення про скликання Всеукраїнських Установчих Зборів (Сойму).
- 18 серпня — Велика Пожежа у Салоніках (Греція) знищила 32 % міста, лишивши 70 тис. людей без даху над головою.
- 25-31 серпня — у Росії відбувся заколот Корнілова.

### Вересень
- 1 вересня — Тимчасовий уряд проголосив Росію республікою.
- 8-14 вересня — у Києві відбувся З'їзд поневолених народів.

### Жовтень

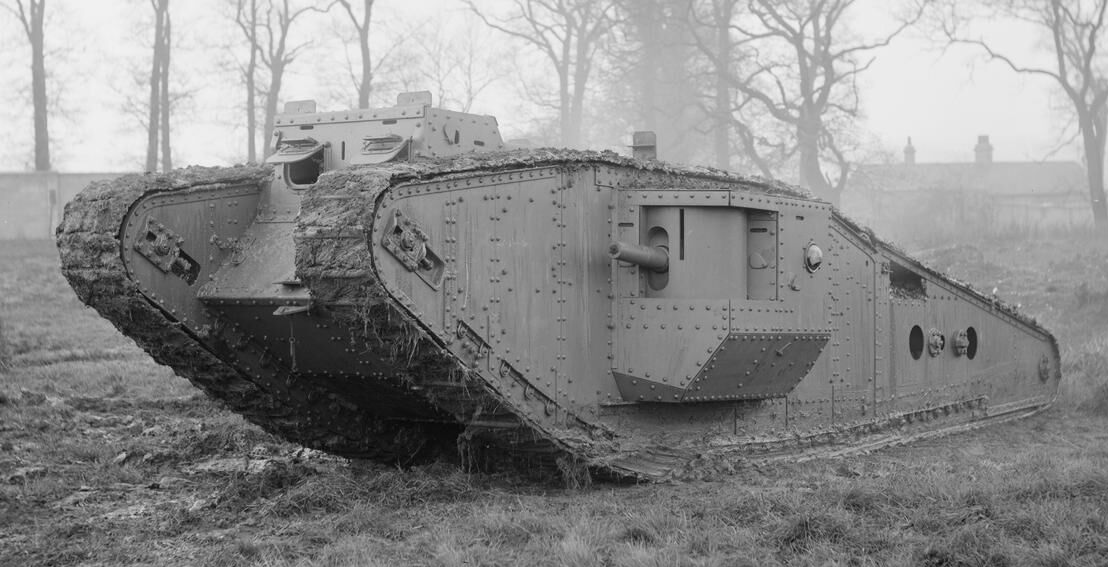
Британський танк часів І світової війни

- Жовтень — Перша світова війна: німецький експедиційний корпус на чолі з генералом Паулем фон Летовим-Ворбеком зайняв територію Португальської Східної Африки.
- 15 жовтня — Перша світова війна: неподалік Парижа страчено Мату Харі.
- 24 жовтня — Перша світова війна: розпочалася битва при Капоретто між військами Австро-Угорщини та Італії.
- 25 жовтня — у Петрограді відбувся Жовтневий переворот.
- 26-28 жовтня — відбулися більшовицькі перевороти у Вінниці, Білій Церкві, Луцьку, Проскурові та Рівному.
- 26 жовтня — Перша світова війна: Бразилія проголосила стан війни з Німеччиною.
- 29-30 жовтня — спроба більшовицького перевороту у Києві: після нечисленних вуличних боїв більшовики розбиті.

### Листопад
- Листопад — Військо Донське (Донська Республіка) оголосило незалежність від Радянської Росії.
- 2 листопада — оприлюднена Декларація Бальфура.
- 7 листопада — проголошення Центральною Радою Третього Універсалу, за яким Україна стає республікою.
- 9 листопада — Перша світова війна: німецька та австро-угорська армії отримують переконливу перемогу над італійцями у битві під Капоретто.
- 15 листопада — Фінляндія оголошує про розірвання особистої унії з Росією.
- 16 листопада — Перша світова війна: британські війська окуповують палестинські міста Тель-Авів та Яффу.
- 16 листопада — Жорж Клемансо стає прем'єр-міністром Франції.
- 20 листопада — 6 грудня — Перша світова війна: битва біля Камбре — британські війська вперше застосували великі танкові з'єднання.
- 29 листопада — повсталі шахтарі Ростова проголошують утворення Донської Радянської Республіки, що проіснувала два тижні.

### Грудень
- 2 грудня — Перша світова війна: у Брест-Литовську укладено перемир'я між Радянською Росією та Німеччиною.
- 4 грудня — ультиматум Раднаркому РСФРР Центральній Раді з вимогою допустити в Україну більшовицькі військові частини.
- 5 грудня — Центральна Рада відхилила ультиматум Радянської Росії, Росія оголосила війну УНР.
- 5 грудня — у Португалії відбувся державний переворот на чолі з Сідоніо Паісом.
- 6 грудня — В Гельсінкі Фінський парламент проголосив незалежність Фінляндії від Росії.
- 7 грудня — Перша світова війна: США оголосили війну Австро-Угорській імперії.
- 8 грудня — внаслідок державного перевороту 5 грудня 1917 року, португальський прем'єр-міністр Афонсо Коста полишає країну та виїжджає до Франції; Сідоніо Паіс очолює владу.
- 11-12 грудня — Перша українсько-радянська війна: після невдалої спроби у Києві, більшовики збирають альтернативний Всеукраїнський з'їзд Рад у Харкові, де проголошують Радянську Українську Народну Республіку.
- 11 грудня — Перша світова війна: британський експедиційний корпус у Палестині захоплює Єрусалим та вибиває з регіону турецькі війська.
- середина грудня — Перша українсько-радянська війна: початок активних бойових дій з боку Росії.
- середина грудня — визнання УНР Французькою республікою та Великою Британією.
- кінець грудня — Перша українсько-радянська війна: захоплення більшовиками Катеринослава, Лубнів та Полтави.

### Події у розвитку
- Перша світова війна (1914—1918)
- Етнічні чистки в Османській імперії:
  - Геноцид ассирійців (1914—1922)
  - Геноцид вірмен (1915—1918)
  - Геноцид понтійських греків (1916—1923)

### Аварії й катастрофи
- 14 січня — Японський броненосний крейсер Цукуба (Tsukuba) затонув біля Йокосуки (Yokosuka) після вибуху носових льохів. Загинуло 200 людей.
- 21 січня — потужний землетрус на острові Балі (Індонезія) забрав 15 тис. життів.
- 25 січня — Британський крейсер Лаурентік (HMS Laurentic) підірвався на німецькій міні в Ірландському морі. Загинуло 350 людей.
- 21 лютого — Британський пароплав Менді (SS Mendi) затонув після зіткнення в тумані з пароплавом Дарро (SS Darro). Загинуло 646 людей.
- 9 липня — Британський лінійний корабель Авангард (HMS Vanguard) затонув біля Скапа-Флоу після вибуху льохів боєзапасу. Загинуло 677 людей.
- 30 липня — землетрус у Китаї силою у 6,5 балів за шкалою Ріхтера забрав майже 2 тис. життів.
- 6 грудня — Вибух у Галіфаксі — французький вантажний корабель Монблан (Mont Blanc) з вантажем боєприпасів, у результаті зіткнення, вибухнув у гавані Галіфакса (провінція Нова Шотландія, Канада), спричиняючи вибух, що до ядерного бомбардування Хіросіми вважався найбільшим в історії вибухом з антропогенним чинником. Загинуло 1635 людей.

## Народились
Дивись також Категорія:Народились 1917
- 25 січня — Пригожин Ілля Романович, бельгійський фізико-хімік російського походження
- 11 лютого — Сідні Шелдон, американський письменник
- 11 лютого — Джузеппе Де Сантіс, італійський кінорежисер
- 25 лютого — Ентоні Берджес, англійський письменник
- 10 квітня — Роберт Бернс Вудворд, американський хімік
- 1 травня — Даніель Дар'є, французька акторка, співачка, лауреат премії «Сезар» (пом. 2017).
- 3 травня — Киро Глигоров, перший президент Північної Македонії
- 23 травня — Едвард Лоренц, американський математик і метеоролог, один із творців теорії хаосу.
- 29 травня — Джон Фіцджеральд Кеннеді, 35-й президент США (1961—1963 рр.)
- 16 червня — Ірвінг Пенн, американський фотограф
- 30 червня — Сьюзен Гейворд, акторка
- 12 липня — Ендрю Ваєт, американський художник
- 27 липня — Бурвіль, французький комедійний кіноактор
- 6 серпня — Роберт Мітчем, американський кіноактор
- 18 серпня — Бородай Василь Захарович, Народний художник України.
- 21 серпня — Леонід Гурвич, американський економіст, Нобелівський лауреат 2007 року.
- 22 серпня — Джон Лі Гукер (John Lee Hooker), американський джазовий музикант, піаніст, співак
- 7 вересня — Джон Корнфорт, австралійський хімік-органік, Нобелівська премія з хімії (1975)
- 11 вересня — Фердинанд Маркос, президент Філіппін (1966—1986 роки)
- 30 вересня — Любимов Юрій Петрович, російський театральний режисер
- 10 жовтня — Телоніус Монк, американський композитор, джазовий музикант
- 20 жовтня — Жан-П'єр Мельвіль, французький режисер, сценарист, продюсер, актор
- 21 жовтня — Діззі Гіллеспі, американський джазовий музикант
- 7 листопада — Шестопал Матвій Михайлович, український журналіст, публіцист, науковець.
- 19 листопада — Індіра Ганді, прем'єр-міністр Індії (1966—1977, 1980—1984)
- 16 грудня — Артур Кларк, англійський письменник-фантаст
- 20 грудня — Гонсало Рохас, чилійський поет
- 21 грудня — Генріх Белль, німецький письменник

## Померли
Дивись також Категорія:Померли 1917
- 23 лютого — Жан Гастон Дарбу, французький математик.
- 8 березня — Граф Фердинанд фон Цеппелін (Graf Ferdinand von Zeppelin), німецький офіцер, конструктор (нар. 1838).
- 26 вересня — Едґар Деґа, французький художник, графік та скульптор, імпресіоніст (нар. 1834).
- 3 серпня — Фердинанд Георг Фробеніус, німецький математик
- 15 жовтня — Мата Харі (Mata Hari), нідерландська танцюристка і шпигун (нар. 1876).
- 15 листопада — Еміль Дюркгейм, соціолог (нар. 1858).
- 17 листопада — Огюст Роден, французький скульптор (нар. 1840).

## Нобелівська премія
- з фізики: Чарльз Гловер Баркла — «За відкриття характеристичного рентгенівського випромінювання елементів».
- з хімії: не присуджувалася
- з медицини та фізіології: не присуджувалася
- з літератури: Карл Адольф Г'єллеруп — «За його різноманітну й багату поезію, натхненну високими ідеалами», та Генрік Понтоппідан — «За його правдивий опис сучасного життя в Данії»
- премія миру: Міжнародний комітет Червоного Хреста — «За діяльність із поліпшення становища військовополонених»